# Tungnaá
Die Tungnaá ist ein Fluss im Süden von Island.

## Flussverlauf
Sie entspringt an den Kerlingar bzw. am Tungnaárjökull unweit Bárðarbunga und Hamarinn an der Westseite des Eisschilds Vatnajökull und ist gleichzeitig ein Quell- und ein Gletscherfluss. Die größte Wassermenge stammt nämlich nicht vom Gletscher, sondern aus Quellen in dem Gebiet der Veiðivötn.
Dort befindet sich Tungnaá in geringer Entfernung von Landmannalaugar.
Anschließend verläuft der Flusslauf nach Südwesten. Bei den Kratern der Vestur-Bjalla wendet er sich nach Nordwesten. Dort liegen auch zwei Kraftwerke, für die der Fluss zu Seen gestaut wurde: Hrauneyjafossvirkjun und Sigölduvirkjun.
Die Tungnaá strömt schließlich westlich des Búðarháls ins Tal und mündet in den Stausee Sultartangalón der Þjórsá.

## Wasserstand und weitere Daten
Wegen plötzlich auftretender Flutwellen aufgrund von (z. B. vulkanisch bedingter) Gletscherschmelze gilt der Fluss als ziemlich gefährlich. Die durchschnittliche Wassermenge am Hrauneyjarfoss beträgt zwischen 120 und 180 m³/s im Sommer und zwischen 100 und 160 m³/s im Winter.
Der Einzugsbereich des wasserreichen Flusses umfasst 3.040 km², wovon 170 km² auf Gletschern liegen.
Die Länge der Tungnaá beträgt 129 km.

## Verkehr
Die Gegend konnte früher wegen der nicht ungefährlichen Furten nur mit hochrädrigen Geländefahrzeugen befahren werden. Aufgrund der Kraftwerksprojekte wurden zahlreiche Straßen im Hochland ausgebaut. Heute gibt es teilweise Brücken.
Die Hochlandpiste Sprengisandsleið  überquert den Fluss beim Kraftwerk Hrauneyjar.

## Kraftwerke
Am Rande des Hochlands Richtung Hrauneyjar liegen zwei Kraftwerke, für die der Fluss zu Seen gestaut wurde: Hrauneyjafossvirkjun und Sigölduvirkjun. Hierbei produziert das Sultartanga-Kraftwerk 120 MW.
Der Bau der Kraftwerke hat die Landschaft stark verändert, u. a. sind die Wasserfälle Hrauneyjarfoss und Ármótafoss mehr oder weniger unter den Kraftwerken bzw. den Stauseen verschwunden oder haben nur mehr sehr wenig Wasser. So sieht man z. B. den Sigöldufoss nur noch richtig, wenn Wasser aus den flussaufwärts gelegenen Stauseen abgelassen wird.